# Dark Angel (televisieserie)
Dark Angel is een Amerikaanse sciencefictiontelevisieserie, gecreëerd door James Cameron en Charles H. Eglee voor Fox Network. Jessica Alba, de hoofdrolspeelster, werd dankzij deze serie een ster.
Dark Angel werd opgenomen in Vancouver, Canada wat tevens het toneel is voor de serie Smallville. De eerste aflevering werd vertoond op 3 oktober 2000. De serie liep twee seizoenen, van 2000 tot 2001 en van 2001 tot 2002. Beide seizoenen kenden 21 afleveringen.
In Dark Angel zijn invloeden van zowel cyberpunk als girl power te herkennen. Als belangrijkste invloed wordt vaak de manga-serie Battle Angel Alita gezien. Ook zijn er overeenkomsten te vinden tussen deze serie en onder andere de speelfilm Blade Runner en de televisieserie Buffy the Vampire Slayer.
Het eerste seizoen was een succes en de serie kreeg een grote fanschare. Het tweede seizoen haalde echter veel lagere kijkcijfers, waardoor de serie door Fox van de buis werd gehaald. De fans gaven Fox de schuld voor het zakken van de kijkcijfers, omdat het station de uitzendingen verplaatste van de dinsdagavond naar de ongunstigere vrijdagavond. Ook moesten er wijzigingen worden aangebracht in het format, door budgettaire problemen vertrokken hoofdrolspelers en dan waren er de terroristische aanslagen op 11 september 2001, waardoor de nadruk op de post-apocalyptische setting moest worden afgezwakt.

## Verhaal
In 2009 ontsnapt Max Guevera (codenaam X5-452), een genetisch gemodificeerd meisje uit een geheim overheidsinstituut genaamd Manticore (naar het fabeldier mantichora), samen met elf andere transgene kinderen, de X5's. Hier werden ze gemaakt en getraind tot supersoldaten en sluipmoordenaars. Enkele maanden later laten terroristen een elektromagnetische bom (The Pulse) afgaan, waardoor alle elektronische systemen in de Verenigde Staten worden platgelegd en het land in volledige chaos en economische crisis belandt.

### Seizoen 1
Het eerste seizoen speelt zich tien jaar later af, in 2019. Max (gespeeld door Jessica Alba) is negentien jaar oud en werkt in Seattle bij een koeriersbedrijf, Jam Pony. Max probeert een onopvallend leven te leiden om uit de handen van Manticore te blijven, terwijl ze tegelijkertijd op zoek is naar de overige Manticore-kinderen. Als ze cyberjournalist en vigilante wereldverbeteraar Logan Cale (Michael Weatherly) ontmoet, besluiten ze samen te werken. Logan helpt Max met het vinden van informatie over de andere X5-kinderen, terwijl Max Logan helpt met het bestrijden van de criminaliteit en corruptie in Seattle. Hierbij wordt ze telkens tegengewerkt door kolonel Lydecker (John Savage), die haar en de andere kinderen wil terughalen naar Manticore. Max en Logan worden al snel vrienden, wat later overgaat in een liefdesrelatie. Deze wordt echter steeds door verschillende omstandigheden onmogelijk gemaakt.

### Seizoen 2
In het tweede seizoen krijgt Max tegenstand van een eeuwenoude cult, de Conclave, die zonder hulp van genetische modificatie een samenleving van supermensen willen kweken. Het blijkt dat Sandeman, een afvallig lid van deze cult, voor een belangrijk deel verantwoordelijk was voor de komst van Manticore. Hij was de schepper van Max, die hij het meest perfecte wezen aller tijden wilde laten zijn, om de cult te kunnen stoppen. Zijn zoon, Ames White (Martin Cummins), lid van de National Security Agency en van de cult, probeert echter alle ontsnapte X5's te verdelgen.

## Rolverdeling

### Seizoen 1 (2000-2001)

#### Algemeen
- Jessica Alba als Max Guevara/X5-452
  - Geneva Locke als jonge Max/X5-452 (10 afl.)
- Michael Weatherly als Logan Cale/Eyes Only
- Jennifer Blanc als Kendra Maibaum (13 afl.)
- Peter Bryant als Bling (Logans fysiotherapeut en vriend) (14 afl.)
- Byron Mann als Rechercheur Matt Sung (6 afl.)
- Jade C. Bell als Sebastian (informant) (5 afl.)
- Stephen Lee als Dan Vogelsang (informant) (4 afl.)
- Douglas O'Keeffe als Bruno Anselmo (huurling) (2 afl.)
- Rekha Sharma als Dr. Beverly Shankar (schouwarts) (2 afl.)

#### Jam Pony
- Valarie Rae Miller als Cynthia 'Original Cindy' McEachin
- Richard Gunn als Calvin 'Sketchy' Theodore
- Alimi Ballard als Herbal Thought
- J. C. MacKenzie als Reagan 'Normal' Ronald

#### Manticore
- John Savage als Kolonel Donald Michael Lydecker
- Fulvio Cecere als Agent Sandoval (8 afl.)
- Nana Visitor als Dr. Elizabeth Renfro/Madame X (5 afl.)
- Eileen Pedde als Hannah (2 afl.)

#### X-5's
- William Gregory Lee als Zack/X5-599 (7 afl.)
  - Chris Lazar als jonge Zack/X5-599 (7 afl.)
- Nicole Bilderback als Brin/X5-734 (4 afl.)
- Lisa Ann Cabasa als Tinga/X5-656 (4 afl.)
- Kyley Statham als jonge Jondy/X5-210 (2 afl.)
- Shireen Crutchfield als Jace/X5-798 (1 afl.)
  - Jonah Glasgow als jonge Jace (1 afl.)
- Jensen Ackles als Ben/X5-493 (1 afl.)
  - James Kirk als jonge Ben/X5-493 (1 afl.)
- Dylan Pearson als jonge Jack/X5-417 (1 afl.)
- Joshua Alba als Krit/X5-471 (1 afl.)
- Nicki Lynn Aycox als Syl/X5-701 (1 afl.)

### Seizoen 2 (2001-2002)

#### Algemene cast
- Jessica Alba als Max Guevara/X5-452
  - Geneva Locke als jonge Max/X5-452 (1 afl.)
- Michael Weatherly als Logan Cale/Eyes Only
- Ashley Scott als Asha Barlowe
- Kandyse McClure als Annie Fisher (2 afl.)
- Rekha Sharma als Dr. Beverly Shankar (schouwarts) (3 afl.)
- Byron Mann als Rechercheur Matt Sung (2 afl.)

#### Manticore
- Jensen Ackles als Alec/X5-494
- Martin Cummins als Ames White
- Kevin Durand als Joshua
- John Savage als Kolonel Donald Lydecker (3 afl.)
- Nana Visitor als Dr. Elizabeth Renfro / Madame X (1 afl.)
- William Gregory Lee als Zack/X5-599 (1 afl.)
- Fulvio Cecere als Sandoval (1 afl.)

#### Jam Pony
- Valarie Rae Miller als Cynthia 'Original Cindy' McEachin
- Richard Gunn als Calvin 'Sketchy' Theodore
- J.C. MacKenzie als Reagan 'Normal' Ronald

## Afleveringen

### Seizoen 1
1. Pilot (dubbele afl.)
2. Heat
3. Flushed
4. C.R.E.A.M.
5. 411 on the DL
6. Prodigy
7. Cold Comfort
8. Blah Blah Woof Woof
9. Out
10. Red (1)
11. Art Attack
12. Rising (2)
13. The Kidz are Aiight
14. Female Trouble
15. Haven
16. Shorties in Love
17. Pollo Loco
18. I and I Am a Camera
19. Hit a Sista Back
20. Meow (1)
21. ...And Jesus Brought a Casserole (2)

### Seizoen 2
1. Designate This
2. Bag 'Em
3. Proof of Purchase
4. Radar Love
5. Boo
6. Two
7. Some Assembly Required
8. Gill Girl
9. Medium is the Message
10. Brainiac
11. The Berrisford Agenda
12. Borrowed Time
13. Harbor Lights
14. Love in Vein
15. Fuhgeddaboudit
16. Exposure
17. Hello, Goodbye
18. Dawg Day Afternoon
19. She Ain't Heavy
20. Love Among the Runes
21. Freak Nation

## Gerelateerde media
Drie originele romans geschreven door Max Allan Collins vormen een uitbreiding op de televisieserie Dark Angel, waarvan er twee rechtstreeks verdergaan waar de serie eindigde, en een andere als prequel. Een begeleidend boek, Dark Angel: The Eyes Only Dossier, is geschreven door D.A. Streng.
- Dark Angel: Before the Dawn (2002)
- Dark Angel: Skin Game (2003)
- Dark Angel: After the Dark (2003)
- Dark Angel: The Eyes Only Dossier (2003)

Een gelijknamige videogame gebaseerd op de serie is ontwikkeld door Radical Entertainment, uitgegeven door Sierra Entertainment en uitgebracht voor de PlayStation 2 op 18 november 2002 en later voor Xbox. Alba en Weatherly spraken de stemmen in voor hun respectievelijke personages in het spel.